# Julia Pfeiffer Burns State Park
Der Julia Pfeiffer Burns State Park ist ein State Park im Monterey County im US-Bundesstaat Kalifornien. Er liegt 37 km südlich von Carmel am Big Sur genannten Küstenabschnitt und ist nicht mit dem 16 km nördlich gelegenen Pfeiffer Big Sur State Park zu verwechseln.

## Geographie
Der 1522 Hektar große Park reicht von der felsigen Pazifikküste bis zu 900 m hohen Bergen des Santa-Lucia-Gebirges. Durch den Park fließt der McWay Creek, der über eine Granitklippe in einem 24 m hohen Wasserfall in die McWay Cove und damit direkt in den Pazifik mündet.

## Flora und Fauna
Die Vegetation des bergigen Geländes besteht aus Küstenmammutbäumen, Lithocarpus densiflorus, Amerikanischen Erdbeerbäumen, Zypressen und Chaparral.
Im Dezember und Januar können von Beobachtungspunkten Grauwale auf ihrer Wanderung südwärts nach Baja California und im März und April auf ihrer Wanderung nordwärts beobachtet werden. Außerdem sind Seehunde und Kalifornische Seelöwen sowie gelegentlich Seeotter zu sehen, außerdem zahlreiche Meeres- und Küstenvögel wie Kormorane, Möwen, Braunpelikane und Austernfischer.

## Geschichte
Ende der 1870er Jahre ließ sich Christopher McWay in dem Gebiet nieder und baute eine Saddle Rock Ranch genannte Farm auf. Die Ranch wurde in den 1930er Jahren von dem ehemaligen New Yorker Kongressabgeordneten Lathrop Brown gekauft, der für sich und seine Frau oberhalb des Wasserfalls ein großzügiges Anwesen bauen ließ. Seine Frau, Helen Hooper Brown, war mit Julia Pfeiffer Burns (1868–1928) befreundet, die einer seit 1869 in Big Sur ansässigen Pionierfamilie entstammte. 1962 vermachte Helen Hooper Brown ihren gesamten Landbesitz dem Staat mit der Auflage, in dem Gebiet einen State Park zu errichten und nach Julia Pfeiffer Burns zu benennen. Nach Errichtung des State Parks wurde das Anwesen der Browns 1965 fast vollständig abgerissen, um das Grundstück zu renaturieren.

## Touristische Einrichtungen
Der Besuch des Parks ist gebührenpflichtig. Durch den Park führen mehrere Wanderwege. Die Terrasse des ehemaligen Anwesens der Browns dient als Aussichtspunkt. Im Park liegen zwei kleine rustikale Zeltplätze für Wanderer, die auch über Picknickplätze verfügen und spektakuläre Ausblicke über die Küste bieten.
Vor der Küste liegt das 680 Hektar große Julia Pfeiffer Burns Underwater Area, ein 1970 eingerichtetes Tauchgebiet.

## Trivia
Der McWay-Wasserfall diente als Hintergrund für einen SKL-Werbespot mit Günther Jauch.